# Bospiraat
De bospiraat (Piratula hygrophila) is een spinnensoort in de taxonomische indeling van de wolfspinnen (Lycosidae).
Het dier komt uit het geslacht Piratula. Piratula hygrophila werd in 1872 beschreven door Tord Tamerlan Teodor Thorell.